# Troilus luridus
Troilus luridus (Fabricius 1775) је врста стенице која припада фамилији Pentatomidae.

## Распрострањење
Врста је распрострањена широм Европе и у Азији. У Србији само у централним и јужним деловима, углавном на висинама од 1000 и више метара надморске висине.

## Опис
Дужина тела је око 10–12 mm, тамне до светло браон боје са појединачним светлим мрљама, има бронзани одсјај. Ноге су браон боје. На четвртом антеналном сегменту има наранџасту мрљу, што је издваја од сличних врста, као и пронотум са заобљеним и назубљеним угловима.

## Биологија
Troilus luridus је предаторска врста стенице (храни се ситнијим инсектима и гусеницама) која се може срести најчешће у шумским стаништима (како четинарским тако и листопадним). Младе јединке (нимфе) се хране и на биљкама и на другим ситнијим инсектима. Јавља се једна генерација годишње и нове одрасле јединке се могу срести од јула. У Србији је већина налаза из краја јула и августа. Презимљава у стадијуму одрасле јединке.

## Синоними
- Cimex luridus Fabricius, 1775
- Podisus luridus (Fabricius, 1775)